# Prima guerra anglo-sikh
La prima guerra anglo-sikh ebbe luogo dal 1845 al 1846 e venne combattuta tra la Compagnia britannica delle Indie orientali e l'Impero Sikh. La guerra portò ad una parziale sottomissione del regno sikh.

## Antefatto e cause della guerra
Il regno Sikh del Punjab era stato espanso e consolidato dal maharajah Ranjit Singh durante i primi anni del XIX secolo, nel medesimo periodo in cui i territori controllati dagli inglesi iniziavano la loro espansione proprio al confine del Punjab. Ranjit Singh mantenne una politica formalmente amichevole con gli inglesi, cedendo loro alcuni territori a sud del fiume Sutlej in segno di collaborazione, mentre nel contempo si concentrò nella costruzione di potenti forze militari per evitare aggressioni sia dagli inglesi che dagli afghani. Per tale scopo egli assoldò anche mercenari americani ed europei per perfezionare la propria artiglieria, incorporando anche contingenti indù e musulmani nelle sue file.
Aiutato dalla disunione che regnava in Afghanistan, i Sikh conquistarono le città e le province di Peshawar e Multan, incorporando anche gli stati del Jammu e del Kashmir nel loro impero. Una volta restaurato l'ordine in Afghanistan, gli inglesi iniziarono ad essere ossessionati dall'idea che l'emiro Dost Mohammed Khan dell'Afghanistan stesse cospirando con l'Impero russo a loro danno e lanciarono la Prima guerra anglo-afghana col fine di rimpiazzare il sovrano col più compiacente Shuja Shah Durrani. Questa mossa incontrò il supporto dei Sikh, in cambio della formale cessione del Peshawar ai sikhs da parte dello scià Shuja. Inizialmente di successo, l'invasione degli inglesi portò poi al disastroso Massacro dell'armata di Elphinstone, che abbassò il prestigio dei britannici, e dell'Esercito del Bengala nella Compagnia delle Indie orientali in particolare. Gli inglesi infine si ritirarono dall'Afghanistan, e da Peshawar che essi avevano come propria base, nel 1842.

### Eventi nel Punjab

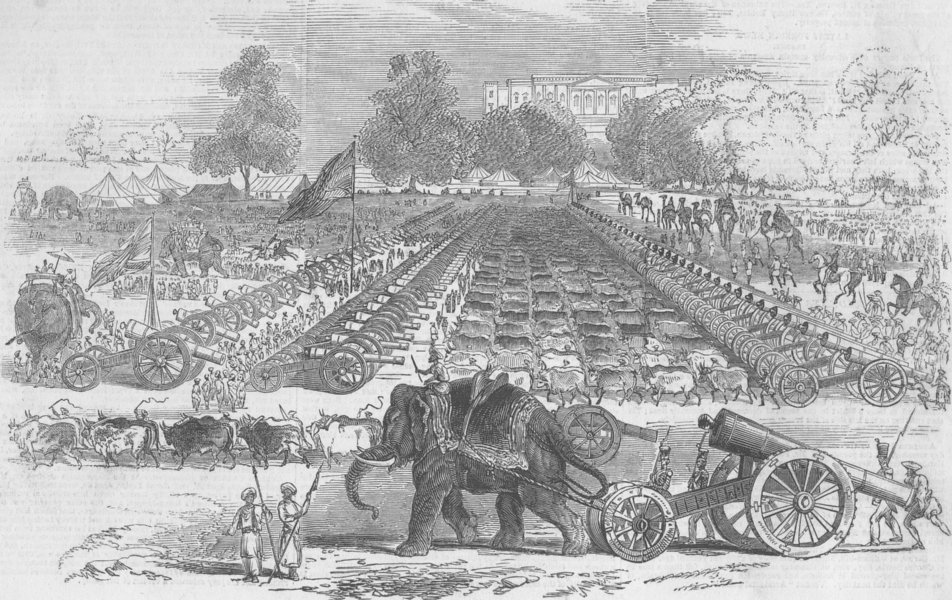
I cannoni catturati come trofeo ai Sikh

Ranjit Singh morì nel 1839. Quasi immediatamente, il suo regno cadde nel disordine più assoluto. Il figlio illegittimo di Ranjit, l'impopolare Kharak Singh, venne rimosso dal trono nel giro di pochi mesi, e morì poi in prigione in circostanze misteriose. Questi venne rimpiazzato dal più abile figlio, Kanwar Nau Nihal Singh, il quale morì pochi mesi dopo in circostanze sospette, sotto il crollo di un arco nel Forte di Lahore mentre tornava dalla cerimonia di cremazione del padre.
All'epoca vi erano due fazioni che si contendevano il controllo del Punjab: i sikh Sindhanwalias e gli indù Dogras. I Dogras riuscirono a proporre Sher Singh, il maggiore dei figli illegittimi di Ranjit Singh, al trono nel gennaio del 1841. I Sindhanwalias dovettero cercare rifugio nei territori amministrati dagli inglesi, ma disponevano diversi aderenti in segreto tra l'esercito del Punjab.
L'esercito si stava espandendo rapidamente dopo la morte di Ranjit Singh, passando da 29 000 (oltre a 192 cannoni) del 1839 a più di 80 000 nel 1845 dal momento che anche i proprietari terrieri ed i loro dipendenti si diedero alle armi. Il nuovo sovrano si autoproclamò Khālsā, o incarnazione della nazione Sikh. Le sue panchayats (commissioni) d'esercito formate da autorità civili e militari nello stato, erano viste dagli inglesi come una "pericolosa democrazia militare". I rappresentanti britannici ed i visitatori nel Punjab descrissero i reggimenti come aventi un "puritano" ordine interno, ma anche in uno stato perenne di ammutinamento e ribellione contro il Durbar centrale. A tal proposito si ricorda che ad un certo punto i soldati Sikh portarono avanti una rivolta nella quale passarono a fil di spada tutti quanti parlassero persiano.

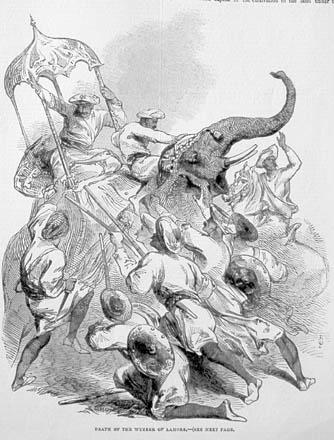
Morte di Jawahar Singh, visir di Lahore - Illustrated London News, 29 novembre 1845

Il maharaja Sher Singh non fu in grado di venire incontro ai pagamenti domandati dai membri dell'esercito il che lasciò che tutto degenerasse. Nel settembre del 1843 questi venne assassinato da suo cugino, Ajit Singh Sindhanwalia. I Dogras colsero l'occasione per la loro rivincita, e Jind Kaur, la più giovane delle vedove di Ranjit Singh, divenne reggente per il figlio infante Duleep Singh. Dopo che il visir Hira Singh venne ucciso, nel tentativo di abbandonare la capitale, dalle truppe comandate da Sham Singh Attariwala, Il fratello di Jind Kaur, Jawahar Singh, divenne il nuovo visir nel dicembre 1844. Nel 1845 egli organizzò l'assassinio di Peshaura Singh e per questo venne in seguito trucidato.
Anche se Jind Kaur invocò pubblicamente vendetta contro gli assassini di suo fratello, ella rimase ad ogni modo reggente. Lal Singh divenne il nuovo visir, e Tej Singh divenne comandante dell'esercito.

### Le azioni degli inglesi
Immediatamente dopo la morte di Ranjit Singh, la Compagnia britannica delle Indie orientali aveva iniziato ad incrementare la propria forza militare, in particolare nelle regioni adiacenti al Punjab, iniziando un cannoneggiamento militare a Ferozepur, a pochi chilometri dal fiume Sutlej che demarcava il confine tra l'India britannica ed il Punjab. Nel 1843, gli inglesi conquistarono ed annetterono Sindh, a sud del Punjab, in una mossa che molti inglesi definirono cinica ed ignobile e non fece altro che peggiorare la reputazione degli inglesi nell'area.
Le azioni e le attitudini degli inglesi, al comando del governatore generale Lord Ellenborough e del suo successore, sir Henry Hardinge, sono ancora oggi disputate dagli storici. Al fronte, il maggiore George Broadfoot, espresse in un suo rapporto come molti ufficiali britannici avessero il grande desiderio di espandere l'influenza ed il controllo inglese nel Punjab che era ormai l'unica forza rilevante che i opponeva al loro controllo totale sull'India. Il regno sikh era inoltre noto per la sua ricchezza, ed il Koh-i-Noor ne era uno dei molti tesori. Malgrado questo, né gli inglesi né la Compagnia britannica delle Indie orientali avevano il diritto di attaccare deliberatamente il Punjab e per questo scoppiò la guerra.

## Scoppio e corso della guerra

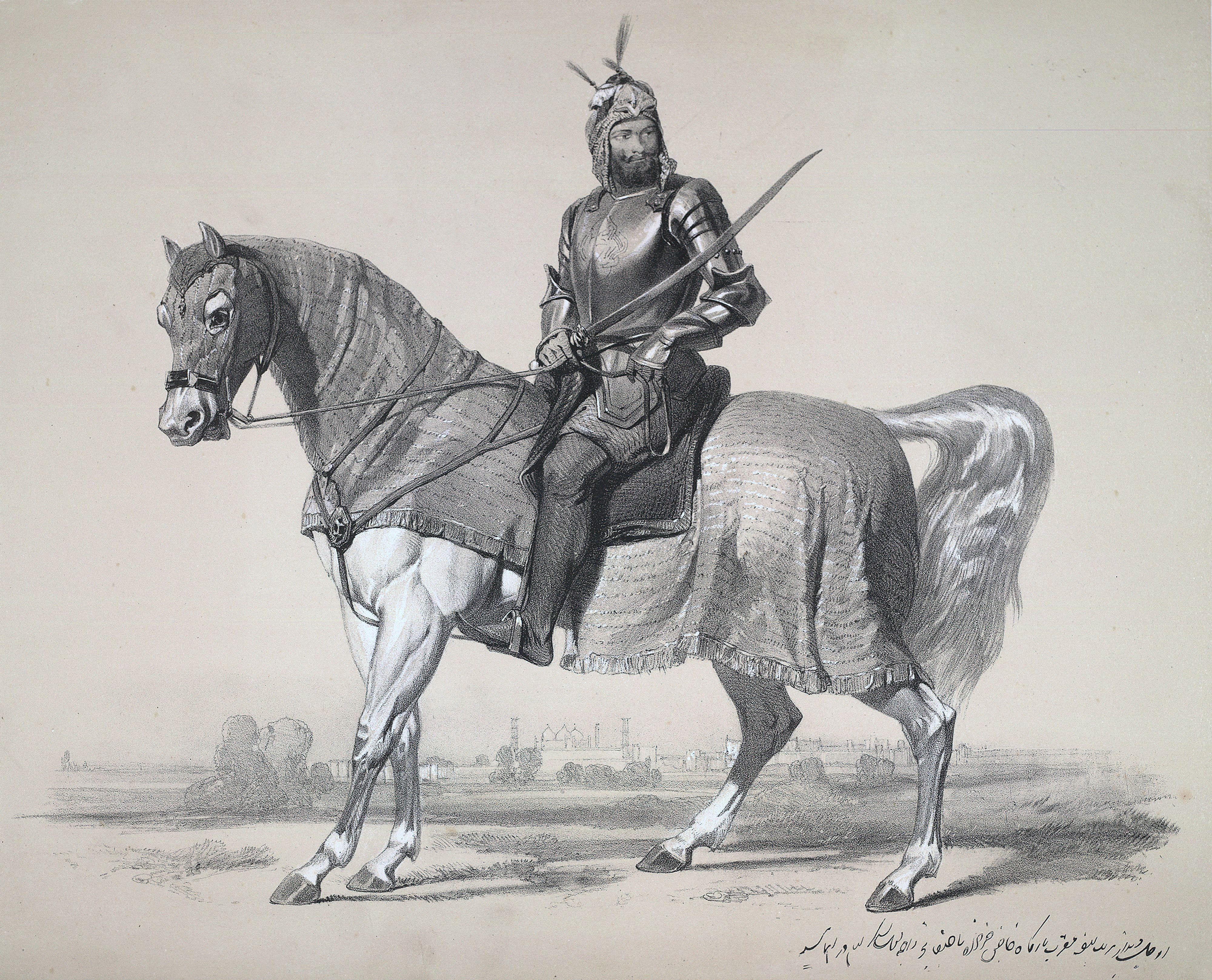
Raja Lal Singh, che guidò le forze dei Sikh contro gli inglesi durante la prima guerra anglo-sikh, 1846

Dopo continue richieste e accuse tra i sikh e la Compagnia britannica delle Indie orientali, le relazioni diplomatiche tra i due si interruppero. Un esercito della Compagnia britannica delle Indie orientali iniziò a marciare verso Ferozepur, dove già si trovava una divisione. Queste forze erano comandate da Sir Hugh Gough, comandante in capo dell'Esercito del Bengala, accompagnato da Sir Henry Hardinge, il governatore generale britannico del Bengala. Gran parte dell'artiglieria al servizio degli inglesi consisteva in cannoni leggeri provenienti dalla Bengal Horse Artillery.

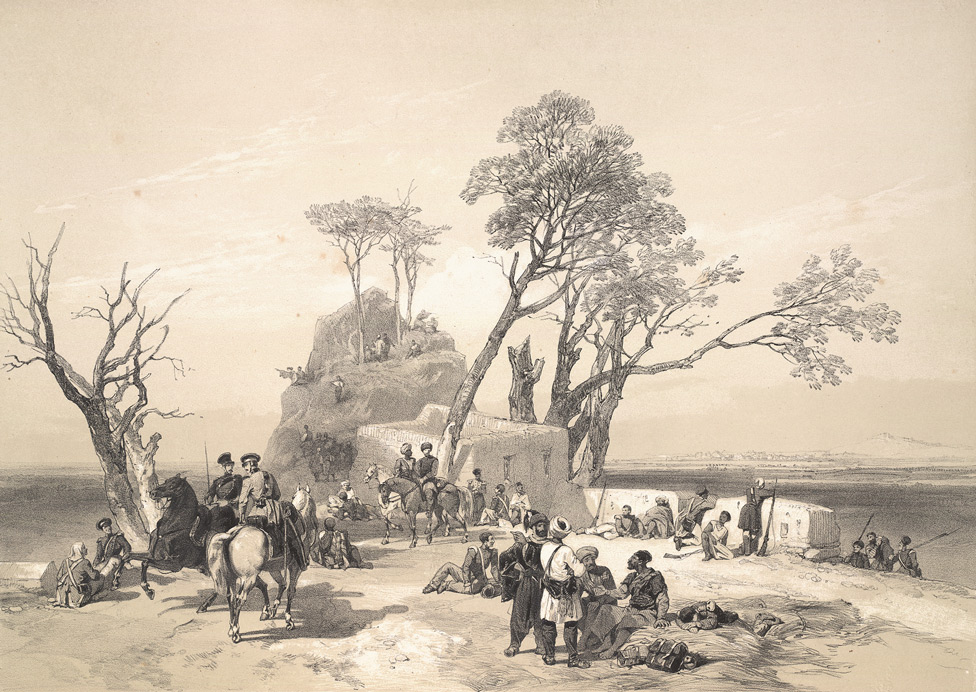
L'avamposto di Rhodawala

In risposta alla mossa inglese, l'esercito Sikh iniziò ad attraversare il Sutlej l'11 dicembre 1845. Anche se i capi delle principali unità erano tutti sikh, vi erano unità Punjabi, Pakhtun e Kashmiri. L'artiglieria era composta da cannoni pesanti, organizzati ed allenati da mercenari europei.
I Sikhs dissero di essersi mossi unicamente entro i loro possedimenti nazionali, ma nello specifico essi giunsero sino al villaggio di Moran che era disputato tra inglesi ed indiani e questa mossa venne vista come chiaramente ostile da parte degli inglesi che dichiararono guerra ai sikh. L'esercito sikh sotto il comando di Tej Singh avanzò verso Ferozepur ma non fece alcuno sforzo per circondare o attaccare le forze britanniche ivi presenti. Un altro gruppo militare sotto il comando di Lal Singh si scontrò con le armate di Gough e Hardinge nella Battaglia di Mudki il 18 dicembre, lasciando la vittoria ai britannici.
Il giorno successivo, gli inglesi si scontrarono nuovamente coi Sikh a Ferozeshah. Gough voleva attaccare ancora una volta, ma Hardinge utilizzò la sua posizione di governatore generale per soverchiarlo e gli ordinò di attendere l'arrivo della divisione da Ferozepur. Quando la divisione giunse il 21 dicembre successivo, Gough decise di attaccare dopo poche ore dal tramonto. L'ottima artiglieria sikh causò non poche perdite tra gli inglesi che combatterono disperatamente. D'altro canto però, l'élite dell'esercito sikh e la cavalleria, non avevano alcun effetto contro la fanteria e la cavalleria di Gough.
Al calar della notte, parte dell'esercito di Gough era riuscita a spianarsi la strada verso le posizioni dei Sikhs, ma altre unità erano cadute nel disordine più totale. Hardinge si aspettava una sconfitta per il giorno seguente ed ordinò la distruzione dei documenti di stato in caso di sconfitta. Ad ogni modo, il mattino successivo, gli inglesi e le forze del Bengala riuscirono a scacciare i sikh dalle loro fortificazioni, tantopiù che Lal Singh non fece alcuno sforzo per riorganizzare il proprio esercito dopo gli scontri. A questo punto, l'esercito di Tej Singh si fece avanti. Ancora una volta l'ormai esausto esercito di Gough si trovò ad un passo dalla sconfitta, ma improvvisamente ed inspiegabilmente l'esercito di Tej Singh si ritirò.

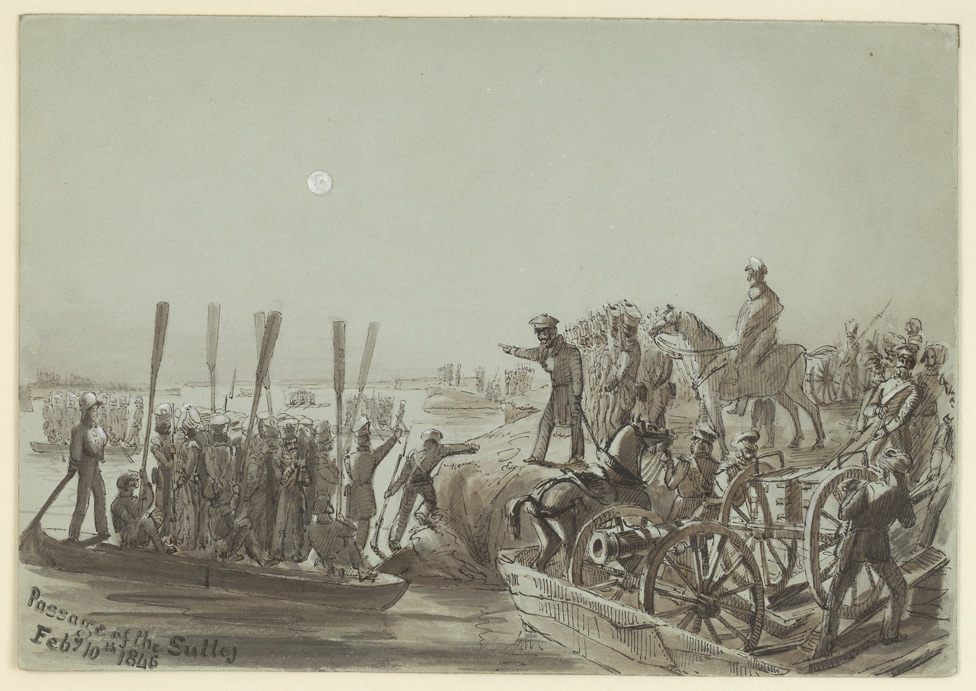
Le truppe inglesi oltrepassano il Sutlej con delle imbarcazioni. 10 febbraio 1846

Le operazioni si fermarono temporaneamente, soprattutto per il fatto che le armate di Gough erano ormai esauste e necessitavano di riposo e rinforzi. I Sikhs erano altrettanto esausti ma si ripresero velocemente quando il maharani Jind Kaur giunse con altri 500 ufficiali scelti.
Quando ripresero le ostilità, un distaccamento sikh attraversò il Sutlej presso Aliwal, tagliando così le linee di rifornimento e comunicazione di Gough. Una divisione al comando di sir Harry Smith venne inviata in aiuto degli inglesi. La cavalleria sikh attaccò Smith in continuazione durante la sua marcia e catturò il suo bagaglio, ma Smith ricevette dei rinforzi e combatté la Battaglia di Aliwal il 28 gennaio 1846, eliminando la testa di ponte costituita dai sikh.

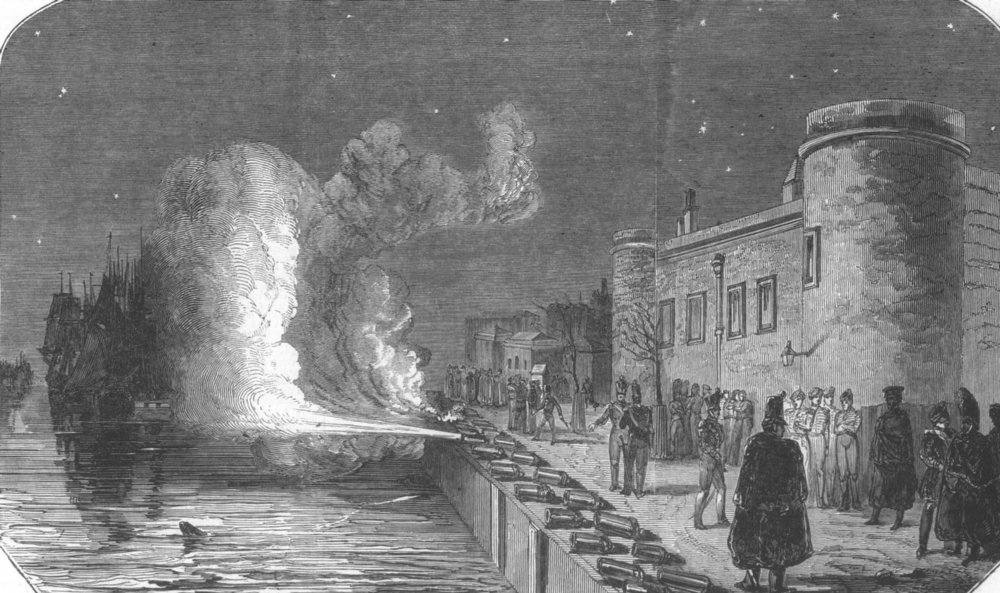
Festeggiamenti per le vittorie in India

Le schiere di Gough erano ora rinforzate da nuove truppe e poterono riunirsi alla divisione di Smith, attaccando nuovamente i sikh nella Battaglia di Sobraon il 10 febbraio successivo. Tej Singh si dice che abbia disertato l'esercito sikh in battaglia. Il ponte alle spalle dei sikhs venne rotto con il fuoco dell'artiglieria inglese e l'esercito sikh si trovò così in trappola. Nessuno si arrese, e le truppe inglesi ebbero poca pietà nei confronti degli indiani. Questa sconfitta fece capitolare l'esercito sikh.

## Conseguenze

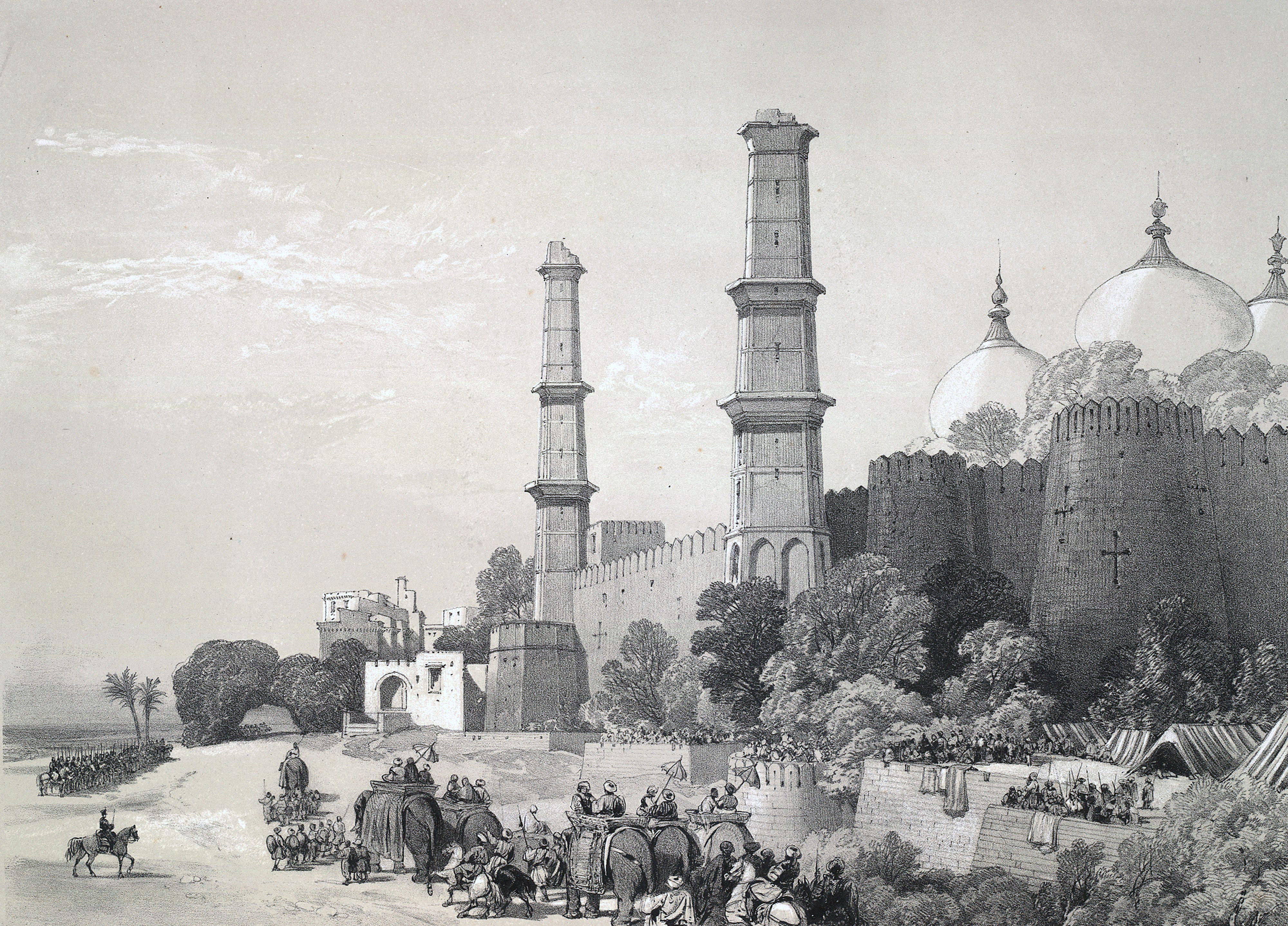
Il maharaja Dalip Singh, fa il suo ingresso nel palazzo di Lahore, scortato dalle truppe inglesi dopo la prima guerra anglo-sikh (1845–46)

Nel Trattato di Lahore siglato il 9 marzo 1846, i sikh dovettero cedere agli inglesi una vasta regione dei loro domini (lo Jullundur Doab) tra i fiumi Beas e Sutlej e pagare un'indennità di guerra di 15 000 000 di rupie. Dal momento che i sikh non erano in grado di raccogliere una somma così elevata, cedettero agli inglesi anche il Kashmir, l'Hazarah e tutti i forti, i territori ed i diritti presenti nell'area. In un accordo successivo separato (il Trattato di Amritsar), il Raja di Jammu, Gulab Singh, riacquistò il Kashmir dalla Compagnia delle Indie orientali pagando la somma di 7 500 000 rupie ed il titolo di maharaja di Jammu e Kashmir.

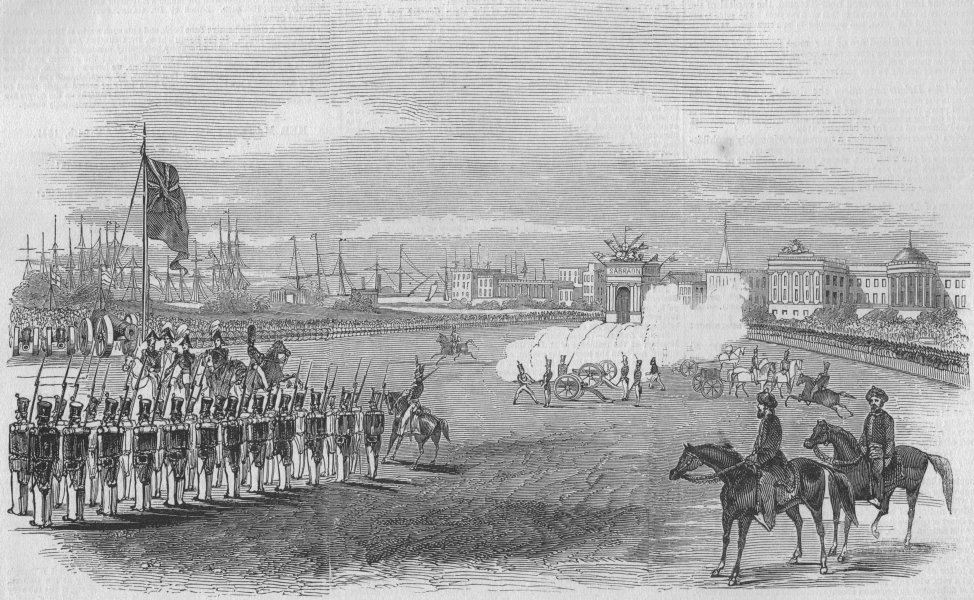
Giornata campale a Calcutta - l'arrivo dei cannoni catturati ai sikhs

Il maharaja Duleep Singh rimase il regnante del Punjab ed in un primo momento sua madre, la maharani Jindan Kaur, rimase quale sua reggente. Ad ogni modo, il Durbar richiese successivamente che la presenza inglese rimanesse in loco sin quando il maharaja non avesse raggiunto i 16 anni di età. Gli inglesi acconsentirono a questa richiesta il 16 dicembre 1846, ed il Trattato di Bhyroval garantì alla maharani anche una pensione annuale di 150 000 rupie e venne rimpiazzata da un residente britannico a Lahore supportato da un consiglio di reggenza, con agenti in altre città e regioni. Questo diede effettivamente il controllo dell'area alla Compagnia delle Indie orientali.
Malgrado la situazione apparentemente risolta, il risentimento nei confronti dell'interferenza britannica nell'area portò allo scoppio della Seconda guerra anglo-sikh nel giro di tre anni dalla conclusione della prima.